# Joe Jonas
Joseph Adam Jonas, bolje poznan kot Joe Jonas, ameriški filmski, gledališki in televizijski igralec, pevec, tekstopisec, glasbenik in kitarist, *15. avgust 1989, Casa Grande, Arizona, Združene države Amerike.
Najbolje je poznan po nastopih v pop rock glasbeni skupini Jonas Brothers, kjer poleg svojih bratov Nicka in Kevina poje. Trenutno igra Josepha Lucasa v Disneyjevi televizijski seriji JONAS.

## Zgodnje življenje
Joseph Adam Jonas se je rodil 15. avgusta 1989 v Casa Grandeu, Arizona, Združene države Amerike, kot drugi sin Denise, bivše učiteljice jezika in pevke in Paula Kevina Jonasa st., tekstopisca, glasbenika in bivšega posvečenega ministra in pastorja Apostolske cerkve. Odrasel je v Wyckoffu, New Jersey. Ima tudi starejšega brata Paula Kevina Jonasa ml. in mlajša brata Nicholasa Jerryja Jonasa in Franklina Nathaniela Jonasa.
On in njegovi bratje imajo italijanske, nemške in irske korenine (ena izmed njihovih babic je Irka).
Joe Jonas je do sedmega razreda obiskoval javno šolo, potem pa se je, tako kot njegova brata, začel šolati doma, kjer jih je poučevala njihova mati, Denise. Šolo je končal v juliju leta 2008.

## Kariera

### Igranje
17. avgusta 2007 je skupaj s svojima bratoma igral v epizodi Disneyjeve televizijske serije Hannah Montana, imenovane kot "Me and Mr. Jonas and Mr. Jonas and Mr. Jonas". Epizoda je izšla skupaj s filmom Srednješolski muzikal 2 in serijo Phineas in Ferb. Epizoda je s 10.7 milijoni gledalcev podrla več rekordov.
Joe in njegova brata so posneli Disneyjev televizijski film Camp Rock, kjer so igrali band, imenovan "Connect Three." V filmu je Joe Jonas igral glavnega pevca banda in hkrati tudi glavno moško vlogo v filmu, vlogo "Shanea Graya", njegova brata pa sta dobila vlogi njegovih sodelavcev iz banda, vlogi "Natea" (Nick Jonas) in "Jasona" (Kevin Jonas). Soundracki filma so izšli 17. junija 2008.
Kratka resničnostna televizijska serija, imenovana Jonas Brothers: Living the Dream, se je na Disney Channelu prvič predvajala 16. maja 2008. Serija se je na Disney Channelu vrtela vse do 5. septembra tistega leta, dokumentirala pa je življenje bratov na njihovi turneji Look Me In The Eyes Tour. Navdih za ime je prišlo iz glasbene uspešnice skupine, imenovane "When You Look Me in the Eyes".
Joe Jonas je skupaj s Kevinom, Nickom in Frankiejem tudi zvezdnik Disneyjeve televizijske serije JONAS. Snemanje za serijo so že končali in slednja se trenutno predvaja na Disney Channelu vsako soboto ob osmih zvečer.
Joe Jonas je tudi sodil v epizodi ameriškega resničnostnega šova, Ameriški idol, ko so slednjega snemali v Dallasu.
V februarju 2010 se je Joe Jonas pojavil v videospotu za pesem skupine Vampire Weekend z naslovom "Giving Up the Gun" poleg igralcev, kot so Jake Gyllenhaal, Lil Jon in RZA.

### Glasba
Joe Jonas je glavni pevec skupine Jonas Brothers, v kateri igra skupaj z bratoma Nickom Jonasom in Kevinom Jonasom. Skupina je na začetku svoje kariere sodelovala z glasbeniki, kot so Jump5, Kelly Clarkson, Jesse McCartney, Backstreet Boys in The Click Five. Do danes je posnel štiri glasbene albume, imenovane It's About Time (8. avgust 2006), Jonas Brothers (7. avgust 2007), A Little Bit Longer (12. avgust 2008) in Lines, Vines and Trying Times (15. junij 2009). Sodelovali so tudi z Demi Lovato, njihovo sodelavko iz Disneyjevega televizijskega filma Camp Rock, ki so ji pomagali napisati besedilo nekaterih pesmi za album Don't Forget.

## Zasebno življenje
V letu 2006 je Joe Jonas hodil z AJ Michalko, eno izmed članic pop dueta 78violet, kar je AJ Michalka potrdila tudi preko svojega bloga na Myspaceu.
Leta 2008 je bil Joe Jonas v resni zvezi s country-pop pevko Taylor Swift. 11. novembra tistega leta je Taylor Swift v intervjuju na The Ellen DeGeneres Show potrdila, da sta se z Joejem razšla v 27-sekundnem telefonskem pogovoru. Joe Jonas je na svojem blogu na MySpaceu to razložil v sporočilu, ki je bilo do sedaj sicer že odstranjeno: "Poklical sem, da bi se s to osebo pogovoril o svojih čustvih, vendar slednja niso bila dobro sprejeta. Nisem končal telefonskega klica. Nekdo drug ga je končal namesto mene. Telefonski klic pač traja, kolikor časa se je pripravljena pogovarjati oseba na drugi strani žice." Kasneje je povedal, da jo je po tem še večkrat poklical, saj se je želel pobotati z njo, vendar ni bilo odziva. V istem intervjuju, v intervjuju z Ellen DeGeneres, je Taylor Swift povedala, da jo je za njeno pesem "Forever & Always" iz njenega albuma Fearless, navdihnil prav Joe Jonas..
Joe Jonas je začel z razmerjem s Camillo Belle po tem, ko se je slednja pojavila v videospotu za njihovo pesem "Lovebug". Po skoraj letu prijateljevanja je par potrdil, da sta se razšla.
Njegova sodelavka iz filmov Camp Rock in Camp Rock 2, Demi Lovato, je potrdila, da sta Joe Jonas in ona začela hoditi.

## Filmografija
| Filmi           | Filmi                                     | Filmi           | Filmi                                                                          |
| Leto            | Naslov                                    | Vloga           | Opombe                                                                         |
| --------------- | ----------------------------------------- | --------------- | ------------------------------------------------------------------------------ |
| 2008            | Best of Both Worlds Concert               | On              | 3D koncertni film                                                              |
| 2008            | Camp Rock                                 | Shane Gray      | Televizijski film                                                              |
| 2008            | Jonas Brothers: Living the Dream          | On              | Resničnostna serija                                                            |
| 2009            | Jonas Brothers: The 3D Concert Experience | On              | 3D koncertni film                                                              |
| 2009            | Band in a Bus                             | On              | Resničnostni DVD                                                               |
| 2009            | Noč v muzeju 2                            | Angel           | Film                                                                           |
| 2009            | JONAS                                     | Joe Lucas       | Televizijska serija                                                            |
| 2010            | Camp Rock 2: The Final Jam                | Shane Gray      | Film                                                                           |
| Stranski pojavi |                                           |                 |                                                                                |
| Leto            | Naslov                                    | Vloga           | Opombe                                                                         |
| 2007            | Hannah Montana                            | Himself         | Epizoda: "Me and Mr. Jonas and Mr. Jonas and Mr. Jonas" (sezona 2, epizoda 16) |
| 2008            | Disney Channel Games 2008                 | On              | Tretja obletnica                                                               |
| 2008            | Studio DC: Almost Live                    | On              | Druga sezona                                                                   |
| 2008            | Popolna preobrazba doma                   | On              | Epizoda "The Akers Family" (sezona 6, epizoda 2)                               |
| 2008            | Disney Channel's Totally New Year 2008    | On              | Disney Channel                                                                 |
| 2009            | Saturday Night Live                       | On              | Epizoda v 14. februarju 2009                                                   |
| 2010            | Ameriški idol                             | On kot sodnik   | Epizoda v 27. januarju 2010                                                    |
| Videospoti      |                                           |                 |                                                                                |
| Leto            | Naslov                                    | Izvajalec       | Vloga                                                                          |
| 2010            | Giving Up the Gun                         | Vampire Weekend | Igralec tenisa                                                                 |

## Diskografija

### Singli
| Leto | Naslov                                                                 | Dosežki | Album               |
| Leto | Naslov                                                                 | U.S.    | Album               |
| ---- | ---------------------------------------------------------------------- | ------- | ------------------- |
| 2008 | "This Is Me" (skupaj z Demi Lovato) (kot Shane Gray in Mitchie Torres) | 9       | Camp Rock           |
| 2008 | "Gotta Find You" (kot Shane Gray)                                      | 20      | Camp Rock           |
| 2008 | "We Rock" (kot Shane Gray)(z igralsko ekipo filma Camp Rock)           | 30      | Camp Rock           |
| 2008 | "Play My Music" (kot Connect three)                                    | 18      | Camp Rock           |
| 2009 | "Send It On"(skupaj z Demi Lovato, Seleno Gomez in Miley Cyrus)        | 20      | Ni uvrščena v album |
| 2009 | "Bounce" (skupaj z Demi Lovato in "Big Robom")                         |         | Ni uvrščena v album |
| 2010 | "We Are the World 25 for Haiti"                                        | 2       | Ni uvrščena v album |
| 2010 | "Make A Wave" (skupaj z Demi Lovato)                                   |         | Ni uvrščena v album |

### Ostali singli
| Leto | Naslov              | Izvajalec      | Album  | Opomba               |
| ---- | ------------------- | -------------- | ------ | -------------------- |
| 2010 | "Giving Up The Gun" | Vampie Weekend | Contra | Cameo pojav, ne poje |

### EP-ji
- 2009: ITunes Live from SoHo
- 2009: Be Mine

### Albumi
- 2006: It's About Time
- 2007: Jonas Brothers
- 2008: A Little Bit Longer
- 2009: Lines, Vines and Trying Times